# Kosteletzkya smilacifolia
Kosteletzkya smilacifolia là một loài thực vật có hoa trong họ Cẩm quỳ. Loài này được (Chapm.) Chapm. mô tả khoa học đầu tiên năm 1883.